# Danh sách cuộc viếng thăm Việt Nam của tổng thống Iran

Quốc huy Iran

Tổng thống Iran thăm Việt Nam là các chuyến thăm hoặc làm việc của các Tổng thống Iran đến Việt Nam vào những thời điểm và những chuyến đi đó cũng có những tác động khác nhau đến quan hệ Việt Nam - Iran. Tính đến nay đã có 3 vị Tổng thống Iran đến thăm Việt Nam.

## Tổng quan
| STT | Tổng thống                                  | Hình ảnh | Thời gian                  | Điểm đến | Ghi chú |
| --- | ------------------------------------------- | -------- | -------------------------- | -------- | ------- |
| 1   | Akbar Hashemi Rafsanjani (Tổng thống thứ 4) |          | Tháng 10 năm 1995          | Hà Nội   |         |
| 2   | Mahmud Ahmadinezhad (Tổng thống thứ 6)      |          | 9 đến 10 tháng 11 năm 2012 | Hà Nội   |         |
| 3   | Hassan Rouhani (Tổng thống thứ 7)           |          | 5 đến 7 tháng 10 năm 2016  | Hà Nội   |         |

## Chi tiết

### Mahmud Ahmadinezhad
Sau khi kết thúc Hội nghị Bali tại Indonesia. Ông đã đến Việt Nam và bắt đầu chuyến thăm từ ngày 9 tháng 11 năm 2012.
Sau lễ đón chính thức, Mahmud Ahmadinezhad đã có cuộc hội đàm với Chủ tịch nước Trương Tấn Sang. Ông đã đến chào xã giao và hội kiến với Tổng Bí thư Nguyễn Phú Trọng, Thủ tướng Việt Nam Nguyễn Tấn Dũng và Chủ tịch Quốc hội Nguyễn Sinh Hùng.
Cũng trong thời gian chuyến thăm, ông đã đặt vòng hoa tại Đài tưởng niệm các Anh hùng liệt sĩ, đặt vòng hoa vào Lăng viếng Chủ tịch Hồ Chí Minh.

### Hassan Rouhani
Tổng thống Hassan Rouhani thăm Việt Nam từ ngày 5 đến ngày 7 tháng 10 năm 2016, theo lời mời của Chủ tịch nước Trần Đại Quang.
Lễ đón chính thức diễn ra tại Phủ chủ tịch, sau lễ đón đã có cuộc hội đàm chính thức giữa Chủ tịch nước Trần Đại Quang và Tổng thống Hassan Rouhani. Sau hội đàm có lễ ký kết một số văn kiện và có buổi họp báo chung.
Trong chuyến thăm này, Hassan Rouhani cũng đã hội kiến với Thủ tướng Việt Nam Nguyễn Xuân Phúc và chào xã giao Tổng Bí thư Nguyễn Phú Trọng.
- Quan chức đi theo:

Bộ trưởng Bộ Ngoại giao Iran; Chủ nhiệm Văn phòng Tổng thống Iran; Bộ trưởng Bộ Công nghiệp, Mỏ và Thương mại; Bộ trưởng Bộ Nông nghiệp; Thống đốc Ngân hàng Trung ương; Cố vấn văn hóa của Tổng thống; Giám đốc Trung tâm nghiên cứu chiến lược; Đại sứ đặc mệnh toàn quyền Iran tại Việt Nam.